# Вісник Вінницького політехнічного інституту
Вісник Вінницького політехнічного інституту - науковий журнал, заснований в 1993 році у Вінницькому політехнічному інституті. У 1999 році Вища атестаційна комісія включила його до переліку фахових періодичних видань, у яких можуть друкуватися основні матеріали докторських і кандидатських дисертацій у галузях технічних, економічних та педагогічних наук. Журнал є виданням, яке входить до переліку наукових фахових видань України у галузі технічних наук (категорія Б).

## Історія журналу
В грудні 1993 року у Вінницькому політехнічному інститути був надрукований перший номер наукового журналу Вісник політехнічного інституту. Це був один з перших наукових журналів незалежної України з поданням матеріалів тільки українською мовою.
Фундатором заснування журналу та його головним редактором є професор Борис Іванович Мокін - заслужений діяч науки і техніки України, академік Академії педагогічних наук України, доктор технічних наук.
У 1999 році журнал "Вісник Вінницького політехнічного інституту", президія ВАК України включила до переліку фахових періодичних видань, у яких можуть друкуватися основні матеріали докторських і кандидатських дисертацій у галузях технічних, економічних та педагогічних наук.
Періодичність видання журналу до 1999 р. була 4 рази на рік. Але в зв'язку з тим, що значно збільшилось надходження рукописів статей, у тому числі і від науковців з інших міст України, з січня 1999 р. «Вісник Вінницького політехнічного інституту» видається 6 номерів на рік. Тираж журналу становив 365 примірників.
Редакційну колегію журналу очолюють відомі у своїх галузях вчені, переважно доктори наук, які забезпечують незалежне таємне рецензування рукописів статей. Склад редакційної колегії постійно оновлюється. Наразі у складі редколегії журналу в кожній із його наукових галузей (технічній, економічній, педагогічній та фундаментальних наук) є не менше п’яти докторів наук.
Журнал має передплатний індекс 06225 і щорічно включається до Каталогу видань України. У 2005 році між ВНТУ та Інститутом проблем реєстрації інформації НАН України укладено договір згідно з яким реферати всіх статей, надрукованих у журналі «Вісник Вінницького політехнічного інституту», надсилаються для опублікування в Українському реферативному журналі «Джерело».
У 2008 році «Вісник Вінницького політехнічного інституту» отримав міжнародні стандартні номери серійного видання ISSN як для друкованої версії (ISSN 1997-9266), так і для електронної on-line версії (ISSN 1997-9274).
З 2013 р. змісти та статті випусків журналу надсилаються у відділ «Наукова періодика України» Національної бібліотеки України імені Вернадського - це сприяє його популяризації, підвищенню рейтингу та доступності, а з 2015 р. журнал входить у міжнародну наукометричну базу «Index Copernicus International».

## Редакційна колегія
Головний редактор
Мокін Борис Іванович Мокін- академік Національної академії педагогічних наук України, доктор технічниї наук, професор.
Заступники головного редактора
- Біліченко Віктор Вікторович -  академік Транспортної академії України, доктор технічних наук, професор
- Грабко Володимир Віталійович - академік Транспортної академії наук України, доктор технічних наук, професор.

Відповідальний секретар- Дерібо Олександр Володимирович.
Відповідальна за присвоєння випускам журналу і науковим статтям індексів DOI - Войцеховська Ольга Олександрівна.

## Розділи журналу
- автоматика та інформаційно-вимірювальна техніка
- будівництво
- гуманізація і гуманітаризація технічної освіти
- екологія та екологічна безпека
- економіка та менеджмент
- енергетика, електротехніка та електромеханіка
- застосування результатів досліджень
- інформаційні технології та комп’ютерна техніка
- машинобудування і транспорт
- радіоелектроніка та радіоелектронне апаратобудування
- стратегія, зміст та нові технології підготовки спеціалістів з вищою технічною освітою
- рецензії
- ювілеї і ювіляри.

## Наукометричні та реферативні бази даних
- Google Scholar[2]

- Index Copernicus

- OUCI[3]

- Україніка наукова.

## Адреса редакції
21021, м. Вінниця, вул. Хмельницьке шосе, 95.